# Ken Burns

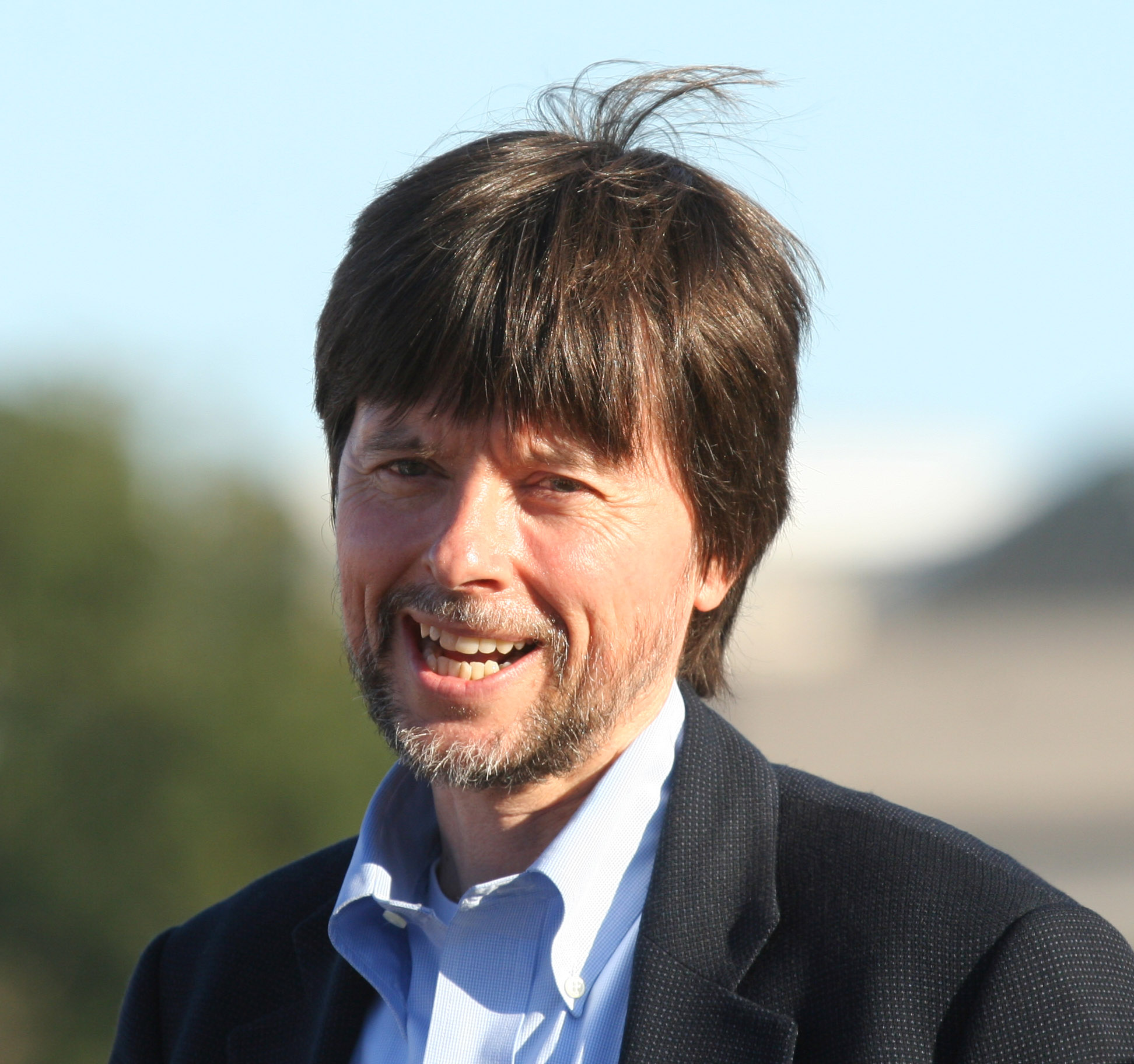
Ken Burns (2007)

Kenneth Lauren „Ken“ Burns (* 29. Juli 1953 in Brooklyn, New York City, New York) ist ein US-amerikanischer Dokumentarfilmer.
Zwei seiner Dokumentationen wurden für einen Academy Award (Oscar) und sechs seiner Arbeiten für einen oder mehrere Emmy Awards nominiert. Er gewann insgesamt drei Emmy Awards für The Civil War, für Baseball und für Unforgivable Blackness. Das Real Screen Magazine nennt Ken Burns neben Robert Flaherty the most influential documentary maker of all time. Der renommierte Historiker Stephen Ambrose (Band of Brothers) sagt über Ken Burns More Americans get their history from Ken Burns than any other source („Durch Ken Burns informieren sich mehr Amerikaner über Geschichte als aus jeder anderen Quelle“).

## Leben
Burns ist der Sohn der Biotechnikerin Lyla Smith Burns, geb. Tupper, und des damaligen Doktoranden der Kulturanthropologie Robert Kyle Burns Jr. Der 1955 geborene Dokumentarfilmer Ric Burns ist sein jüngerer Bruder.
Ken Burns absolvierte 1975 das Hampshire College in Amherst, Massachusetts mit einem B.A. (Bachelor of Arts) in film studies and design. Zu seinen Lehrern gehörten unter anderem die renommierten Photographen Jerome Liebling und Elaine Mayes.
Nach dem Abschluss gründete Burns 1976 zusammen mit zwei Freunden aus dem College seine Produktionsfirma Florentine Films. Mehrere Jahre hielt sich die kleine Firma mit Gelegenheitsarbeiten über Wasser. Der Durchbruch gelang Ken Burns erst 1981 mit der Dokumentation Brooklyn Bridge, die auf dem 1972 erschienenen Buch The Great Bridge von David McCullough basiert. Für diese Arbeit wurde er erstmals für einen Academy Award (Oscar) nominiert, verlor allerdings gegen den Dokumentarfilm Genocide von Arnold Schwartzman mit Orson Welles und Elizabeth Taylor als Erzähler.
Von 1982 bis 1983 war Burns mit der Dokumentarfilmerin und Filmeditorin Amy Stechler (1955–2022) verheiratet, mit der er auch bei Florentine Films zusammenarbeitete.
Während der Arbeiten an The Brooklyn Bridge verlegte Ken Burns den Sitz seiner Firma in die kleine neu-englische Gemeinde Walpole, New Hampshire, mehrere Autostunden nördlich von New York.
2011 wurde Burns in die American Academy of Arts and Sciences und in die American Philosophical Society gewählt. 2022 zeichnete ihn der Jüdische Weltkongress für sein Engagement für die jüdische Kultur mit dem Teddy-Kollek-Preis aus. 2024 erhielt Burns die National Medal of Arts (für 2023).

## Arbeitsweise
Ken Burns Arbeiten sind geprägt von seinem Geschichtsbild, welches sich am besten durch ein Zitat beschreiben lässt: The big mistake is that history is back down and the past is gone. History is right now, history is is, not was. Und weiter: For most people history is just another subject in a curriculum. History is everything that has gone before this moment … this moment. Mit diesem Ansatz kann Burns Geschichte lebendig und begreifbar machen.
Visuell sind die Arbeiten von Ken Burns hauptsächlich eine ruhig fließende Abfolge von Fotografien oder anderen Abbildungen, die mit dem sogenannten Ken-Burns-Effekt zum Leben erweckt werden (siehe unten). Aufgelockert werden die Bildfolgen durch Realfilmszenen der Originalschauplätze, gegebenenfalls Interviews mit Zeitzeugen und durch eingestreute Kommentare von Historikern und Experten.
Zusammengehalten wird das Bildmaterial durch jeweils sorgsam ausgewählte zeitgenössische Musik, wobei die Musik nicht nur eine bloße Vertonung darstellt, sondern durch ihre beabsichtigte Wirkung integraler Bestandteil der Erzählung ist. Voice-over Texte werden bei Ken Burns nicht durch einen einzelnen Erzähler, sondern durch eine Vielzahl von Top-Schauspielern gesprochen, wobei meist neben dem klassischen Narrator jeder historischen Figur ein eigener Schauspieler zugeordnet ist.
Berühmte Voice-over Sprecher sind unter vielen anderen: Tom Hanks, David McCullough, Jason Robards, Alan Rickman, Laurence Fishburne, Morgan Freeman, Jeremy Irons, Matthew Broderick, Mary Elizabeth Mastrantonio, Gary Sinise, Eli Wallach, Amy Madigan, Samuel L. Jackson.
Burns und sein Team arbeiten an jedem Projekt mehrere Jahre, so dass sich die Projekte überlappen. Im Sommer 2017 ist sein zehnteiliger, 18-stündiger Vietnam-Film fertig zur Ausstrahlung; und er arbeitet an der Fertigstellung eines Langzeitprojekts zur Countrymusik, das 2019 ausgestrahlt werden wird. In verschiedenen Stadien der Entwicklung sind die Themen: Mayo Clinic, Muhammad Ali, Ernest Hemingway, the American Revolution, Lyndon B. Johnson, Barack Obama, Winston Churchill, Verbrechen und Strafe in Amerika und The African-American experience from the Emancipation Proclamation to the Great Migration.

## Ken-Burns-Effekt
Die Technik, mittels langsamer Kameraschwenks und Zoom-Effekte (Schwenken und Vergrößern) sowie Überblendungen aus Standbildern ein Video bzw. eine Diashow zu machen, wird auch Ken-Burns-Effekt genannt. Dies bietet sich insbesondere für historische Dokumentationen an, wenn keine bewegten Bilder verfügbar sind. Ist beispielsweise ein Gruppenfoto verfügbar, kann der Sprecher zunächst etwas über die ganze Gruppe sagen, dann wird eine interessierende Einzelperson zur Bildschirmmitte gezoomt, und schließlich erfolgt noch ein Schwenk zu einer anderen Person, bevor das nächste Foto eingeblendet wird. Auch naturkundliche Dokumentationen und Vorführungen, beispielsweise aus dem Bereich der Astronomie, können auf demselben Weg lebendiger gestaltet werden.
Ursprünglich wurde der nach Ken Burns benannte Effekt über spezielle Filmkameras (Rostrum-Kamera) mechanisch erzielt. Heute wird er üblicherweise mittels einer Compositing- oder Videoschnittsoftware simuliert. Zudem wird er in diversen Bildbetrachter- und Bildverwaltungsprogrammen für die z. T. zufallsgesteuerte Echtzeitwiedergabe digitaler Diaschauen eingesetzt und findet sich auch in Bildschirmschonern.

## Werke
Ken Burns produziert seine Dokumentationen stets für den amerikanischen Fernsehsender PBS, der auf einer Non-profit-Basis Qualitätsprogramme für den amerikanischen Markt sendet.
Zu den wichtigsten Arbeiten gehören:
- 1981: Brooklyn Bridge – Oscar-Nominierung
- 1984: The Shakers: Hands to Work, Hearts to God
- 1985: The Statue of Liberty – Oscar-Nominierung und Emmy-Nominierung
- 1985: Huey Long
- 1988: Thomas Hart Benton
- 1988: The Congress
- 1990: The Civil War – Emmy Award
- 1991: Empire of the Air: The Men Who Made Radio – Emmy-Nominierung
- 1994: Baseball – Emmy Award
- 1996: The West
- 1997: Thomas Jefferson
- 1997: Lewis & Clark: The Journey of the Corps of Discovery
- 1998: Frank Lloyd Wright
- 1999: Not for Ourselves Alone: The Story of Elizabeth Cady Stanton & Susan B. Anthony
- 2001: Jazz – Emmy-Nominierung
- 2001: Mark Twain
- 2003: Horatio’s Drive: America’s First Road Trip
- 2004: Er wollte kein Sklave sein (Unforgivable Blackness: The Rise and Fall of Jack Johnson) – Emmy-Award
- 2006: The War
- 2009: America’s best Idea: Our National Parks
- 2010: The Tenth Inning (Er greift seine Serie Baseball aus dem Jahr 1994 wieder auf)
- 2011: Prohibition (über das Alkoholverbot im 20. Jahrhundert in den Vereinigten Staaten)
- 2012: Dust Bowl – Die Jahrhundertdürre[6] (The Dust Bowl, im Original zweiteilige Serie über die Dust Bowl in den 1930er Jahren)
- 2014: The Roosevelts (über Theodore Roosevelt, Franklin D. Roosevelt und Eleanor Roosevelt in ihrer Zeit)
- 2016: Jackie Robinson (über den ersten schwarzen Baseballspieler in der höchsten Liga: Jackie Robinson)
- 2016: Defying the Nazis: The Sharps’ War (über Waitstill und Martha Sharp)
- 2017: Vietnam (The Vietnam War, im Original zehnteilige Serie)
- 2019: Country Music
- 2020: The Gene: An Intimate History
- 2021: Muhammad Ali (vierteilige TV-Mini-Serie, Dokumentation mit Spielszenen, USA)
- 2022: Benjamin Franklin (zweiteilige TV-Dokumentation)
- 2022: Die USA und der Holocaust (The U.S. and the Holocaust, im Original dreiteilige TV-Dokumentation über die eingeschränkte Erteilung von Visa für Verfolgte des Nazi-Regimes)[7]
- 2023: Der Amerikanische Bison (The American Buffalo, zweiteilige TV-Dokumentation)[8]
- 2024: Leonardo da Vinci (Regie mit Sarah Burns und David McMahon; zweiteilige umfassende Dokumentation zum Werk von Leonardo da Vinci, 174 Min.)[9]